# Le Démoniaque
Le Démoniaque est un film français réalisé par René Gainville et sorti en 1968.

## Fiche technique
- Titre : Le Démoniaque
- Titre alternatif : Meurtre en liberté
- Réalisation : René Gainville
- Scénario : Jean-Louis Curtis et René Gainville, d'après À tenir au frais de James Hadley Chase[1]
- Photographie : Gérard Brisseau
- Montage : Monique Kirsanoff, assistée de Yann Dedet
- Société de production : C.E.P.C. (Compagnie européenne de production cinématographique)
- Pays de production :  France
- Tournage : du 5 septembre au 18 octobre 1966
- Genre : Thriller
- Durée : 90 minutes
- Date de sortie : France - 17 janvier 1968

## Distribution
- François Gabriel : Jay Delaney, un jeune homme aux tendances psychotiques
- Anne Vernon : Sophie, la belle-mère de Jay
- Geneviève Grad : Lise, une jeune fille pour laquelle Jay éprouve pour la première fois des sentiments amoureux
- Jess Hahn : Floyd Delaney, un producteur du cinéma américain, le père de Jay
- Anna Gaël : Lucille Baller, une jolie starlette
- Alice Sapritch : Fernande Brussette
- Claude Cerval : Joe Kerr, un journaliste à scandale
- Jean Michaud
- Christian Melsen
- Danielle Durou
- Thierry Delmas
- Gisèle Grandpré
- Michel Mayou
- Colette Teissèdre
- Renata Benedict
- Jean Degrave
- Marcel Gassouk : un policier
- Françoise Moncey
- Edwige Fenech
- Anne-Marie Roy
- Jean Marais : lui-même (non crédité)[2]